# Nnamdi Agude
Nnamdi Agude (Corona, ...) è un ex giocatore di football americano statunitense che ha giocato come wide receiver.
Dopo aver giocato per la squadra universitaria dei Sacramento State Hornets ha firmato nel 2017 con i Colorado Crush e nel 2018 con i tedeschi Langenfeld Longhorns; si è trasferito l'anno successivo ai finlandesi Helsinki Roosters, per poi passare nel 2020 ai giapponesi Tokyo Gas Creators.